# Daramulunia tenella
Daramulunia tenella là một loài nhện trong họ Uloboridae.
Loài này thuộc chi Daramulunia. Daramulunia tenella được Ludwig Carl Christian Koch miêu tả năm 1872.